# La sala d'espera
La sala d'espera és una comèdia en un acte i en prosa, original d'Àngel Guimerà, que es va estrenar per primera vegada al teatre Novetats de Barcelona, per la companyia de Teatre Català, la vetlla del 2 de desembre de 1890. Aquesta comèdia té un plantejament i solucions de caràcter realista i social

## Repartiment de l'estrena
- Rosa: Concepció Palà.[2]
- Donya Esperanceta: Carme Parreño.[2]
- Senyora Menciona: Elvira Morera.[2]
- Gila: Caterina Fontova.[2]
- Miqueló: Antoni Tutau.[2]
- Guixots: Hermenegild Goula.[2]
- Joan: Miquel Pigrau.[2]
- Ramon: Ramon Soler Maimó[2]
- Xibecs: Frederic Fuentes.[2]
- Rafel: Josep Asperó.[2]
- Don Sebastià: Enric Guitart.[2]
- Tramulles: Josep Ferràndiz.[2]
- Anton: Joan Oliva.[2]
- Tomàs: Lluís Muns.[2]
- Director artístic: Antoni Tutau.[2]